# Challenge des champions 1965
Navigation
Limoges 1962 Nantes 1966
Le Challenge des champions 1965 est la neuvième édition du Challenge des champions, épreuve qui oppose le champion de France au vainqueur de la Coupe de France. Disputée le 17 août 1965 au Stade du Moustoir à Lorient en France devant 12 000 spectateurs, la rencontre est remportée par le FC Nantes contre le Stade rennais UC sur le score de 4-2, 2-1 à la mi-temps. L'arbitre de la rencontre est M. Paul Leclerc.

## Participants
La rencontre oppose le FC Nantes au Stade rennais UC. Les Nantais se qualifient au titre de leur victoire en Championnat de France de football 1964-1965 et les Rennais se qualifient pour le Challenge des champions grâce à leur victoire en Coupe de France de football 1964-1965. 

## Rencontre
Michel Watteau ouvre le score 1-0 pour Rennes à la 4e minute de jeu. Philippe Gondet égalise à 1-1 trois minutes plus tard et Gérard Géorgin donne l'avantage à Nantes à la 30e minute. Daniel Rodighiero égalise à la 67e minute. Philippe Gondet inscrit deux autres buts aux 80e et 87e minutes. Il réalise ainsi un triplé qui permet à son club de remporter l'épreuve sur un score de 4-2.

## Feuille de match
| 17 août 1965 | FC Nantes                       | 4 - 2   | Stade rennais UC            | Stade du Moustoir, Lorient                    |                                               |
|              | Gondet 7e 80e 87e · Géorgin 30e | (2 - 1) | 4e Watteau · 67e Rodighiero | Spectateurs : 12 000 Arbitrage : Paul Leclerc | Spectateurs : 12 000 Arbitrage : Paul Leclerc |

| Nantes | Rennes |

|               | Gardien de but | Daniel Eon           |  | 46e |
|               | D              | Jean-Pierre Mourier  |  | 46e |
|               | D              | Robert Budzynski     |  |     |
|               | D              | Yves Jort            |  |     |
|               | D              | Gilbert Le Chenadec  |  |     |
|               | D              | Claude Robin         |  |     |
|               | M              | Bernard Blanchet     |  |     |
|               | M              | Jean-Claude Suaudeau |  |     |
|               | A              | Rafael Santos        |  |     |
|               | A              | Philippe Gondet      |  |     |
|               | A              | Gérard Géorgin       |  |     |
| Remplaçants : |                |                      |  |     |
|               | Gardien de but | André Castel         |  | 46e |
|               | D              | Gabriel De Michèle   |  | 46e |
| Entraineur :  |                |                      |  |     |
|               | José Arribas   |                      |  |     |

|              | Gardien de but | Georges Lamia       |
|              | D              | Yves Boutet         |
|              | D              | René Cédolin        |
|              | D              | Louis Cardiet       |
|              | D              | Jean-Pierre Darchen |
|              | M              | André Ascencio      |
|              | M              | Marcel Loncle       |
|              | A              | Alain Jubert        |
|              | A              | Louis Floch         |
|              | A              | Daniel Rodighiero   |
|              | A              | Michel Watteau      |
| Entraineur : |                |                     |
|              | Jean Prouff    |                     |